# Columbinemassakern

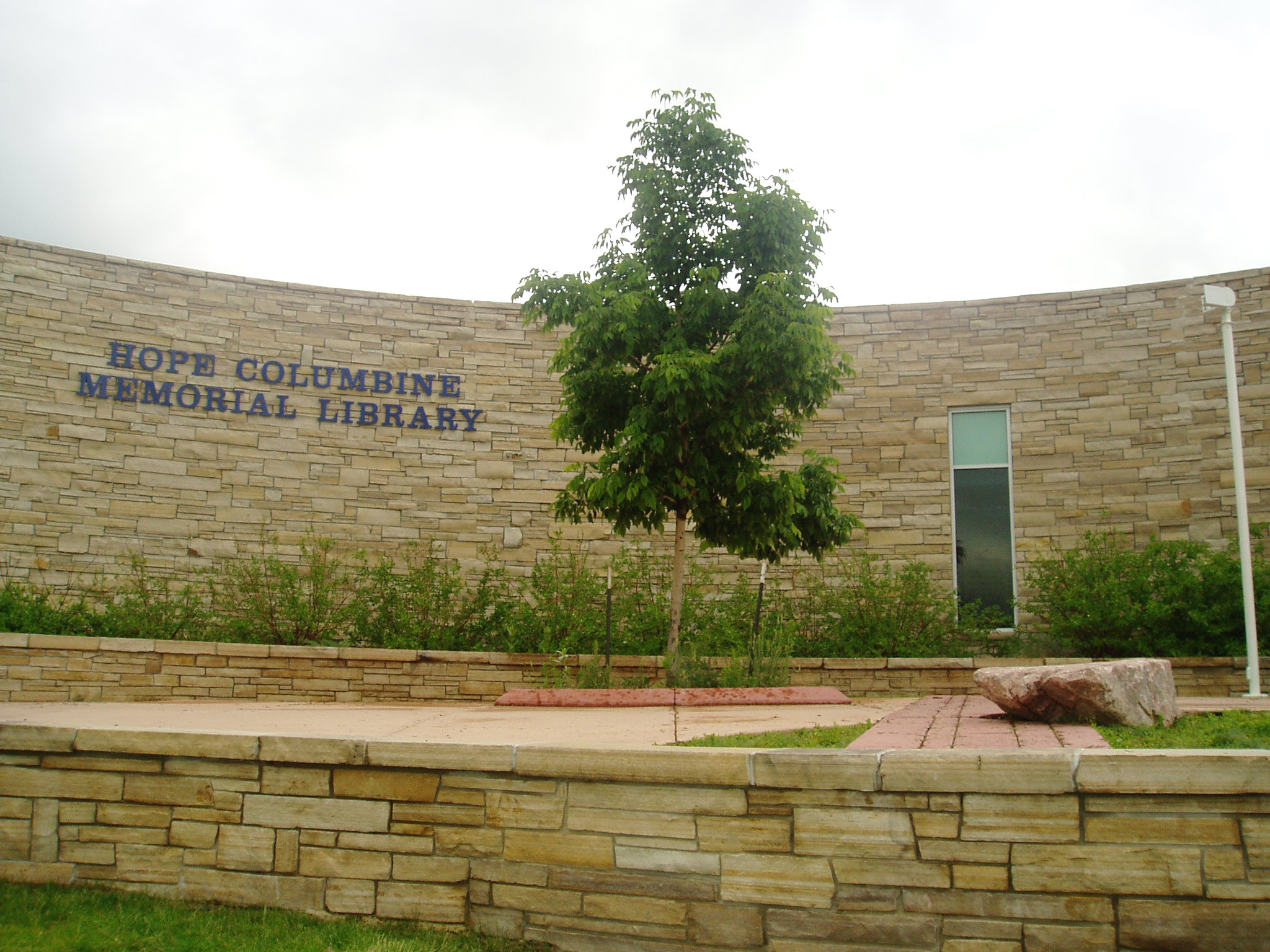
Minnesmonumentet som ersatte biblioteket där merparten av massakern utspelades.

Columbinemassakern ägde rum tisdagen den 20 april 1999 på Columbine High School i Columbine, i Jefferson County och nära Littleton i Colorado i USA. Två sistaårselever, Eric Harris och Dylan Klebold, genomförde en skolmassaker då de mördade 12 elever och en lärare. De skadade ytterligare 21 elever varav tre skadades då de försökte fly. Händelsen avslutades med att Harris och Klebold begick självmord. Columbinemassakern är den fjärde värsta skolskjutningen i amerikansk historia men det mest omtalade massmedialt, bland annat i dokumentären Bowling for Columbine.
Massakern skapade debatt om vapenpolitiken i USA och tillgängligheten till vapen, subkulturer, mobbning, våldsamma filmer och datorspel debatterades som bidragande orsaker till massakern. Attentatet skapade även diskussion om användandet av antidepressiva läkemedel.

## Bakgrund
De första varningssignalerna kan spåras tillbaka till så tidigt som 1996, då Eric Harris skapade en privat webbsida på America Online. Det huvudsakliga syftet var att lägga upp Doom-banor som han och Dylan Klebold skapat. Harris började även blogga på sidan. Blogginläggen bestod av små skämt och dagboksnotiser rörande hans tankar om föräldrar, skolan och vänner. Vid slutet av året innehöll sidan instruktioner om hur man skulle ställa till med problem och manualer för bomber och notiser om de "bus" han och Klebold hade skapat. Tidigt 1997 började blogginläggen indikera Harris växande vrede mot samhället. Även Klebolds texter så tidigt som 1996 gav starka indikationer på psykisk ohälsa, med starka suicidfantasier och självhatiska inlägg, och 1997 nämnde även Klebolds dagbok en kort, osammanhängande fantasi om massmord.
Harris sida hade få besökare och orsakade ingen uppståndelse förrän sent 1997 då Dylan Klebold lämnade ut adressen till Brooks Brown, Harris före detta vän och Klebolds barndomsvän. Browns mor hade skrivit flera brev till polisen om Eric Harris eftersom hon misstänkte att han var farlig. Webbsidan var full av dödshot riktade mot Brooks, och Klebold visste att om Brooks fick adressen skulle det orsaka problem för Harris, vilket så även skedde när Brooks föräldrar kontaktade polisen och utredaren Michael Guerra fick information om sidan. Guerra upptäckte att sidan även innehöll hot mot andra elever och lärare på Columbine High School samt mot invånare i bostadsområdet. Den innehöll även texter där Harris förklarade sitt hat mot samhället och sin lust att döda personer som irriterade honom. Före massakern lade Harris upp anteckningar om rörbomber på sidan och han publicerade även listor på personer han skulle vilja mörda, men han nämnde aldrig sin plan att attackera skolan. Eftersom Harris hade erkänt att han hade bomber bestämde sig Guerra för att ansöka om en husrannsakan, men den skrevs aldrig under av en domare. Att ansökan existerade hemlighölls av Jeffersons County ända till september 2001 då den avslöjades av TV-programmet 60 Minutes.
Den 30 januari 1998 blev Eric Harris och Dylan Klebold ertappade med verktyg och hjälpmedel som hade stulits tidigare från en parkerad skåpbil nära Littleton, Colorado. Båda blev arresterade och vid rättegången erkände de stölden. Juryn dömde båda att delta i olika hjälpprogram, bland annat en kurs i temperamentshantering. Harris gick också i terapisamtal med en psykolog och fortsatte med det under ett år. Terapeuten har uppgett att Harris då hade både suicidala och homicidala fantasier.
Under hjälpprogrammen deltog de båda tonåringarna i olika kurser och mötte olika mentorer. De slapp drogkurserna trots Klebolds tidigare alkoholproblem och ett fejkat urintest. Både Harris och Klebold släpptes slutligen efter några veckor tack vare gott uppträdande, trots att de fortfarande hade en villkorlig dom. Harris skrev ett brev till ägaren till verktygen de stulit där han bad om ursäkt. Under denna period skrev han i sin dagbok att han ljugit om sin ånger och berömde sig själv för bluffen. Harris fortsatte gå hos sin psykolog ända till några månader före attacken.
Strax efter rättegången togs allt material som inte rörde banor till spelet Doom bort från Harris webbsida. I och med detta började Harris föra skriftlig dagbok istället. Han fortsatte att lägga ut information på hemsidan om vilka vapen de hade och om byggandet av bomberna som senare skulle användas i attacken. När hemsidans existens blev offentlig valde AOL att radera innehållet permanent från sina servrar.

### Medicinering
När Harris beklagade sig över problem med depression, ilska och självmordstankar vid sina terapisessioner fick han det antidepressiva läkemedlet Zoloft utskrivet. Han klagade då på problem med koncentration och fick i april byta till ett liknande läkemedel, Fluvoxamin. Vid tidpunkten för sin död hade Harris Fluvoxamin i blodet. Vissa psykiatriker, såsom Peter Breggin, har hävdat att en av, eller båda, dessa mediciner kan ha bidragit till Harris handlingar.

### Dagböcker och videoinspelningar
Både Harris och Klebold började föra dagbok strax efter att de blivit arresterade för inbrottet i bilen. De båda dokumenterade även sin vapenarsenal med videoband som de hemlighöll.
Anteckningar i dagböckerna visar att de hade utvecklat en plan för en lika stor bombattack som den i Oklahoma City 1995. Inläggen hade små sidoanteckningar om tillvägagångssätt för att fly till Mexiko, kapa ett flygplan på Denver International Airport och krascha det i en byggnad i New York, samt detaljer om attacken. Planen var att efter att bomberna i matsalen hade exploderat skulle flera hundra elever ha dött och de skulle gå in och skjuta ner de överlevande. När sedan räddningspersonal, polis och media kom till platsen skulle bomber i deras bilar explodera vilket skulle orsaka ännu mer skada. Planen misslyckades då bomberna i matsalen inte detonerade på utsatt tid.
De båda hade flera timslånga videoinspelningar ifrån Harris rum där de dokumenterat sin arsenal av bomber, ammunition och illegalt inhandlade vapen. I dessa videor pratar de om hur de skulle undvika att deras föräldrar fick reda på något, de berättar utförligt om planer och sitt hat mot andra och delar av sina liv. Dessa band har kallats för ett slags manifest av Jeffcos polismyndighet och har ej offentliggjorts. Videor som offentliggjorts innehåller de båda övandes skytte vid en skogsbana samt ett flertal hemmaproduktioner de gjorde som uppgifter till skolans videoklass. Den 20 april, ungefär trettio minuter före själva attacken, gjorde de en sista video där de sa adjö till sina anhöriga och vänner och bad om ursäkt. Denna video har inte heller offentliggjorts, av anledning att den inte ska inspirera framtida dåd.

### Vapen

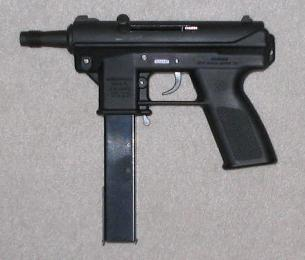
En TEC-9, ett av de vapnen Klebold använde under attacken.

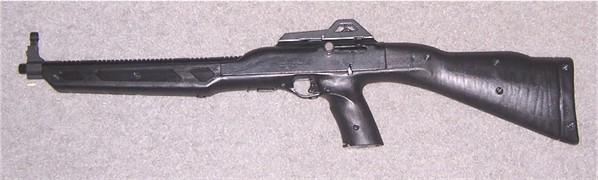
En Hp995, ett av de vapen Harris använde under attacken.

Bara några månader före attackerna skaffade Harris och Klebold två 9 mm pistoler och två hagelgevär. Ett gevär och de två hagelgevären köptes av en vän till Klebold, Robyn Andersson, på Tanner Gun Show i december 1998. Harris och Klebold köpte senare en pistol från en annan vän, Mark Manes, för 500 dollar. Manes blev dömd till fängelse efter massakern för att ha sålt vapen till en underårig, vilket även Philip Duran blev som hade presenterat parterna för varandra. 

Med hjälp av instruktioner byggde de 99 sprängladdningar av olika typer med innehåll som de införskaffat i teknik- och hushållsaffärer. De sågade av båda hagelgevärens pipor och axelstöd för att göra vapnen lättare att dölja. Under massakern bar Harris ett hagelgevär med kaliber 12 (ett Savage-Springfield 67H), ett halvautomatiskt karbingevär med 9 mm kaliber (en Hi-Point 995 Carbine), med 13 10-patroners magasin. Det avfyrades 96 gånger. Harris andra vapen, hagelbössan, avfyrades 25 gånger. Han bar också flera knivar och rörbomber. Harris begick självmord genom att skjuta sig själv i huvudet med hagelgeväret.
Klebold bar en pistol med 9 mm kaliber (en TEC-9) med ett 52-patroners, ett 32-patroners och ett 28-patroners magasin. Han bar även ett hagelgevär (en Stevens) med kaliber 12. TEC-9-pistolen avlossades 55 gånger. Han bar också flera knivar, rörbomber och molotovcocktails. Klebold begick senare självmord genom att skjuta sig själv i vänstra tinningen med sin TEC-9.

## 20 april 1999: Massakern
Not: Alla tider är i Mountain Daylight Time, UTC-6

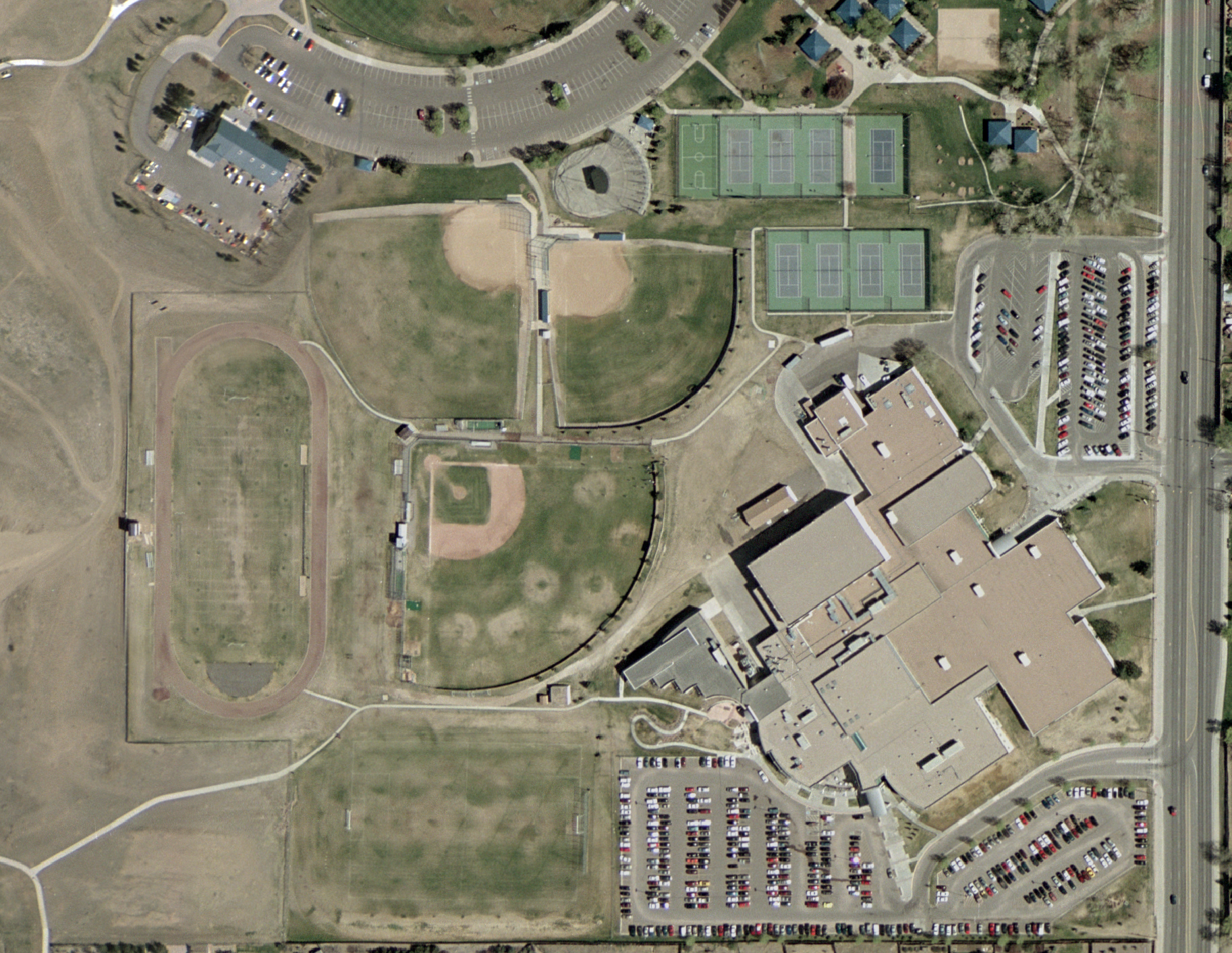
Flygbild över Columbine High School.

Klockan 11:10 den 20 april 1999 anlände Eric Harris och Dylan Klebold till Columbine High School i olika bilar. Harris parkerade på nybörjarnas parkeringsplats medan Klebold parkerade på de äldre elevernas parkeringsplats, platser som de saknade tillstånd att parkera på. Från dessa platser hade de båda utsikt över matsalens sidoutgång och de båda täckte en huvudingång var till skolan. Strax före ankomsten till skolan hade de apterat en mindre bomb ungefär en halvmil ifrån skolan som detonerade 11:14. Bomben var ett distraktionsmedel men eftersom den bara delvis exploderade var det enbart brandkåren som ryckte ut för att släcka elden.
Väl vid skolan möttes de båda och apterade två 9 kg propanbomber som de bar in i skolans matsal dolda i större gymväskor. Harris och Klebold gick in i skolan och placerade väskorna vid bord där de flesta eleverna satt och åt lunch. Bomberna var tidsinställda att detonera 11:17. Ungefär samtidigt som Harris och Klebold gick in i matsalen sade den officiella myndighetsversionen att en vaktmästare spolade tillbaka övervakningsbandet för att byta ut det. Detta gjorde att bandet ej visar Harris och Klebold placera väskorna. Information som framkommit efteråt tyder på att Eric och Dylan med bombväskorna visst syns på bandet. Bomberna hade tillräckligt med kraft för att spränga sönder taket så att biblioteket skulle rasa ner över matsalen men de detonerade inte på grund av konstruktionsfel. De båda återvände till sina bilar för att vänta på att bomberna skulle explodera. De hade planerat att efter explosionerna skjuta de som försökte ta sig ut ifrån den söndersprängda skolan. När de återvände till sina bilar träffade Harris på Brooks Brown, en elev som han nyligen blivit vän med efter ett långt och allvarligt bråk. Brown blev överraskad över att se Harris lämna bilen med en stor väska och han frågade honom varför han hade missat provet den morgonen. Harris svarade då "Brooks, jag gillar dig nu, försvinn härifrån. Gå hem". Brown tyckte att situationen var lite otäck och gick sin iväg. Några minuter senare såg elever Brooks Brown gå ner för South Pierce Street iväg från skolan. Vid denna tidpunkt satt Harris och Klebold i sina bilar och väntade på att bomberna skulle detonera.

### Attentatet inleds
När bomberna inte detonerade beväpnade Harris och Klebold sig med sina vapen, rörbomber, molotovcocktails och knivar och gick upp för trapporna vid den västra ingången, vilket är den högsta punkten på skolområdet. Från denna position var matsalens sidoingång rakt nedanför dem, skolans västra ingång var till vänster och idrottsplanen till höger.
| Skador och dödsfall i den inledande händelsen                                                                               |
| 1. Rachel Scott, 17 år, dödad av skott i huvudet, överkroppen och ben på ett gräsområde nära skolans västra ingång.         |
| 2. Richard Castaldo, 17 år, skjuten i armen, bröstet och buken på samma gräsområde som Rachel Scott.                        |
| 3. Daniel Rohrbough, 15 år, dödad av ett skott i bröstet i den västra trappan.                                              |
| 4. Sean Graves, 15 år, skjuten i ryggen, foten och buken i den västra trappan.                                              |
| 5. Lance Kirklin, 16 år, skjuten i benet, nacken och käken i den västra trappan.                                            |
| 6. Michael Johnson, 15 år, flydde från gräsplätten med sår i ansiktet, armen och benet.                                     |
| 7. Mark Taylor, 16 år, skjuten i bröstet, armen och benet på den gräsbevuxna kullen.                                        |
| 8. Anne-Marie Hochhalter, 17 år, skjuten i bröstet, armen, buken, ryggen och vänstra benet nära matsalens utgång.           |
| 9. Brian Anderson, 16 år, splitterskadad av glas nära den västra ingången.                                                  |
| 10. Patti Nielson, 35 år, träffad i axeln av splitter nära den västra ingången.                                             |
| 11. Stephanie Munson, 16 år, skjuten i fotleden i den norra korridoren.                                                     |
| 12. Dave Sanders, 47 år, dog efter blodförlust orsakad av att ha blivit skjuten i nacken och ryggen i den södra korridoren. |

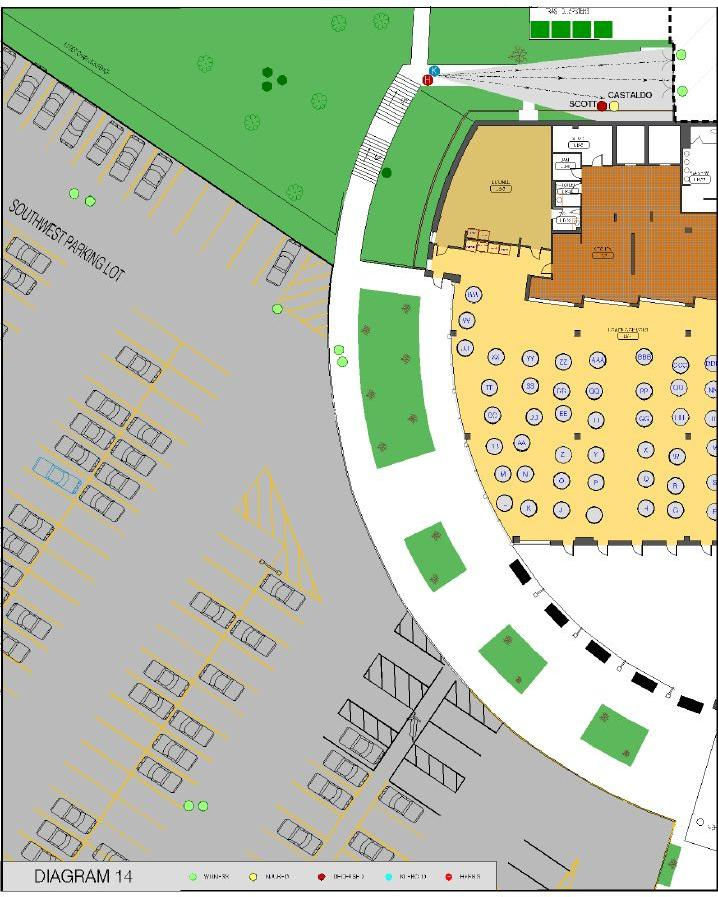
En översikt över inledningen av massakern. Röd och blå prick med H och K i markerar Harris respektive Klebold. Grön prick indikerar vittnen. Röd prick indikerar döda och gul prick indikerar sårade.

Klockan 11:19 hörde ett vittne Eric Harris ropa "Go! Go!" och i det ögonblicket drog attentatsmännen fram sina gevär och började skjuta mot Rachel Scott och Richard Castaldo som satt på en gräsplätt och åt lunch. Scott dog direkt, träffad av fyra skott; Castaldo blev allvarligt skadad, träffad åtta gånger. Det är oklart vem som sköt först och vem som dödade Scott. Många rykten cirkulerade rörande motiven till massakern, ett av dem var att gärningsmännen skulle ha fokuserat på kristna elever. Ett av ryktena var att gärningsmännen först skulle ha frågat Rachel Scott om hon var troende, varpå de dödat henne när hon svarade ja. FBI bekräftade dock senare att så inte var fallet.

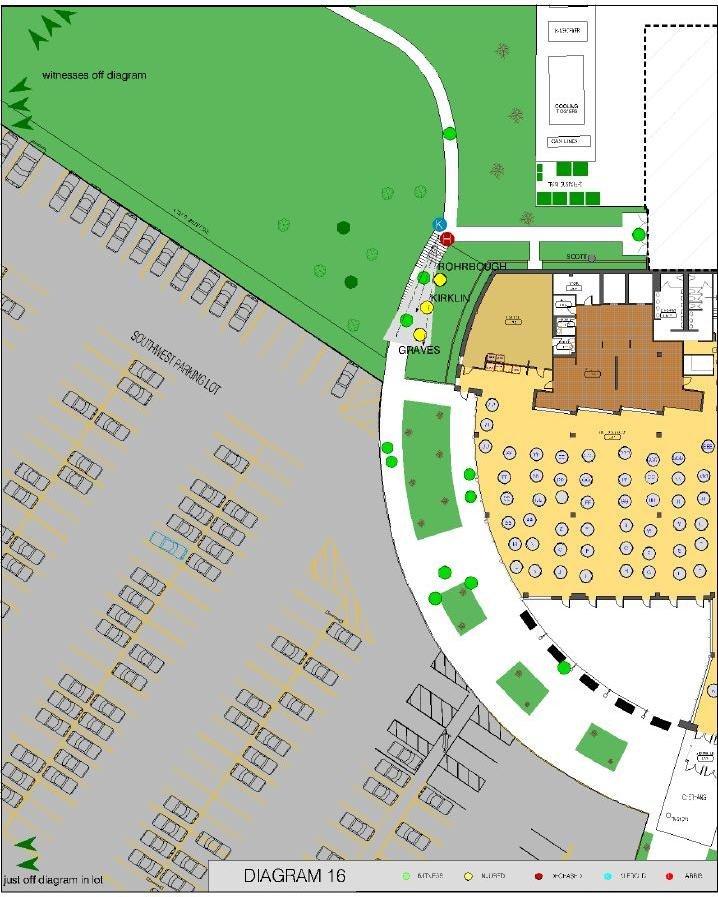
En översikt visar hur Harris och Klebold skjuter ner eleverna Daniel Rohrbough, Sean Graves och Lance Kirklin. Röd och blå prick med H och K i markerar Harris respektive Klebold. Grön prick indikerar vittnen. Röd prick indikerar döda och gul prick indikerar sårade.

Harris tog av sin trenchcoat och tog ut sin halvautomatiska karbin och siktade ner för den västra trappan. Daniel Rohrbough och två vänner, Sean Graves och Lance Kirklin, var på väg upp för trappan direkt nedanför gärningsmännen. Kirklin mindes att han såg dem stå på toppen när de öppnade eld mot honom. Alla tre föll ner skadade. Harris och Klebold vände sig sedan och började skjuta åt syd (bort från skolan) på elever som satt på gräset mittemot den västra ingången. Michael Johnson blev träffad men fortsatte springa och lyckades fly. Mark Taylor föll ner oförmögen att gå och spelade död. De andra flydde oskadda.
Samtidigt inne i matsalen hade elever rest sig upp och tittat ut genom fönstren för att se vad som pågick, många trodde först att det var en filminspelning eller ett skämt innan terminsslutet, men när lärare förstod att så inte var fallet utbröt panik då rummet evakuerades snabbt och man hann även varna många elever i andra klassrum som då gömde sig och låste dörrarna.
På parkeringen stod Sean Graves upp och haltade till matsalens sidoingång där han kollapsade framför dörren. Klebold gick nerför trappan och mot sidoingången, när han kom fram till Lance Kirklin som bad om hjälp svarade Dylan "visst, jag kan hjälpa dig" innan han sköt honom i ansiktet. Kirklin överlevde svårt skadad. När Daniel Rohrbough drog sig neråt över trappan gick Klebold ikapp honom och sköt honom i ryggen vilket dödade honom. Han gick sedan upp för trappan och in i matsalen där han gick över den skadade Sean Graves, som låg vid matsalsingången. Klebold gjorde eventuellt detta för att se varför inte propanbomberna exploderat. När Klebold gick upp för trappan började Harris skjuta mot flera elever som satt nära matsalsingången och skadade Anne-Marie Hochhalter när hon försökte fly. Några sekunder senare möttes de när Klebold gick upp för trappan och mötte Harris högst upp.
De två sköt sedan mot elever som stod nära fotbollsplanen några tiotal meter bort men lyckades inte träffa någon. De kastade rörbomber samtidigt som de rörde sig genom den västra ingången. Ingen av rörbomberna detonerade dock. Inne i skolan gick Patti Nielson och eleven Brian Anderson mot den västra ingången. Hon skulle gå ut och säga till eleverna att lägga av, då hon trodde att de höll på med en videoinspelning eller att det var något skämt. När Anderson öppnade den första av de två dörrarna sköt Harris och Klebold genom fönstret. Anderson blev skadad av flygande glasplitter och Nielson blev träffad i axeln av splitter. Hon sprang då till biblioteket där hon började varna eleverna och sa åt dem att sätta sig under bänkarna och vara tysta medan hon ringde larmnumret 9-1-1 och gömde sig under en bänk. Brian Anderson låg kvar mellan de yttre och inre dörrarna där han först träffats.
Strax därpå, ungefär klockan 11:24, anlände en polis som öppnade eld mot Harris och Klebold vilket distraherande dem från Brian Anderson. Anderson lyckades ta sig till ett personalrum vid biblioteket där han gömde sig till massakern var över. Harris sköt tio skott mot polisen, som sen kallade på förstärkning genom sin polisradio. När Harris var tvungen att ladda sprang han in i skolan tillsammans med Klebold. De båda rörde sig genom den norra korridoren och sköt mot allt de såg och kastade rörbomber. De träffade eleven Stephanie Munson i vristen och hon lyckades skadad fly från skolan, till ett hus strax över gatan. De båda fortsatte skjuta ut genom fönstren mot den östra ingången av skolan. Efter att ha senare gått igenom korridoren ytterligare fler gånger samtidigt som de sköt mot skåp och flyende elever, utan att skada någon, gick de tillbaka mot den västra ingången och vände in i korridoren som gick mot biblioteket.
Idrottsläraren Dave Sanders hade tidigare evakuerat matsalen genom trapporna som ledde upp till andra våningen. Trappan var runt hörnet från korridoren mot biblioteket i den södra huvudkorridoren. Han och en elev var på väg i korridoren mot biblioteket när de såg gärningsmännen komma gående mot dem. De vände och sprang åt andra hållet (vissa spekulerar i att Dave Sanders var på väg till biblioteket för att hjälpa eller evakuerande elever därifrån) men gärningsmännen sköt mot de båda och träffade Dave Sanders i bröstet och i munnen samtidigt som han skadad nådde fram till den södra korridoren. Eleven sprang in i klassrummet SCI-1 och varnade läraren där. Samtidigt vände gärningsmännen och gick tillbaka i den norra korridoren. Sanders kravlade över till klassrummet där läraren tog in honom i sal SCI-3, där trettio elever gjorde ett prov. De gjorde en skylt som det stod "1 bleeding to death" på, ungefärligt översatt "en blöder till döds", och höll upp den emot fönstret för att få hjälp (vilket fångades på bild av nyhetshelikoptrar). Två elever genomförde första hjälpen och försökte stoppa blodflödet med hjälp av kläder som de fått av elever. En lärare och flera elever kommunicerade med polisen på utsidan genom att använda klassrummets telefon. Alla elever i rummet blev evakuerade; dock evakuerades inte Dave Sanders och han dog senare ungefär klockan 15:00. Han var den enda läraren som dog i massakern.

### Massakern i biblioteket
Samtidigt som skjutande pågick pratade Patti Nielson med larmcentralen. Hon berättade vad som hade hänt och försökte få alla elever att gömma sig under bänkar. Hennes samtal togs emot av larmcentralen klockan 11.25.05. Tiden mellan det att samtalet togs emot och att gärningsmännen gick in i biblioteket var fyra minuter och tio sekunder. Innan de gick in kastade förövarna in två rörbomber i matsalen från trappan i den södra korridoren, vilka exploderade. En av explosionernas splitter filmades av övervakningskamerorna. Därefter slängde de en bomb i korridoren mot biblioteket vilken även den exploderade och skadade näraliggande skåp. Klockan 11.29 gick Harris och Klebold in i biblioteket där 52 elever, två lärare och två bibliotekarier gömde sig.
När han gick in sköt Harris på en utställningsmonter mittemot bänken som Patti Nielson gömde sig under; detta skadade eleven Evan Todd som gömde sig under ett skrivbord nära montern. Harris skrek sedan "ställ er upp", så starkt att det hörs på inspelningen av Patti Nielsons samtal med larmcentralen klockan 11.29.18. Lärare och personal som gömde sig i biblioteket och närliggande rum sade att de hörde gärningsmännen yttra saker såsom "Everyone with a white cap or baseball cap, stand up!" och "All jocks stand up! We'll get the guys in white hats! (ungefärligt översatt "Alla med en vit keps ställ er upp!" och "Alla jocks (benämning på populära elever som är sportintresserade) ställ er upp! Vi kommer att ta dem som har på sig vita kepsar!"). Att ha på sig en vit keps på Columbine var en tradition bland elever som deltog i de olika sporterna på skolorna. När ingen ställde sig upp skrek Harris att han skulle börja skjuta ändå.

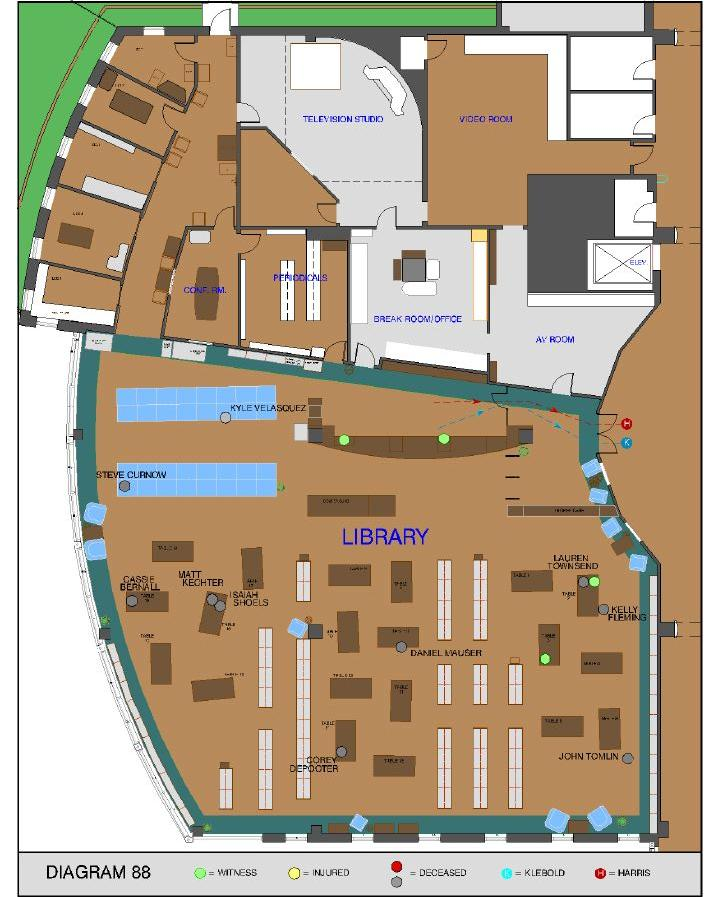
En översikt över massakern i biblioteket. Röd och blå prick markerar Harris respektive Klebold. Gröna prickar indikerar vittnen till massakern. Grå prickar är döda elever, medan gula är skadade.

De båda rörde sig sedan till den andra långsidan av biblioteket där det stod två rader av datorer. Evan Todd flyttade sig till under en annan bänk. Kyle Velasquez satt vid den norra eller övre raden av datorer; polisen sa att han inte hade gömt sig under en bänk men det visade sig senare att han hade duckat under datorbordet. Klebold sköt Velasquez med hagelgeväret som träffade huvud och rygg varpå han dog. Gärningsmännen satte sedan ner sina väskor som var fyllda med ammunition på en bänk vid den södra, eller lägre, raden av datorer och började ladda om sina vapen. De gick till fönstren där de hade utsikt över trapporna som de nyss varit vid. När de märkte att polisen höll på att evakuera elever sa Dylan "Kill the fucking cops" (ungefär: "döda snutjävlarna") och öppnade eld mot polisen som besvarade skottlossningen.
Efter några sekunder gick Klebold bort från fönstret och avfyrade sitt hagelgevär mot ett närliggande bord, vilket skadade eleverna Patrick Ireland, Daniel Steepleton och Makai Hall. Harris tog sitt hagelgevär och gick över till den lägre raden av datorbord och avfyrade vapnet under den första bänken utan att se vem som satt under det. Skottet dödade Steven Curnow som satt gömd under bänken. Han sköt direkt därefter under nästa bänk och skadade Kacey Ruegsegger.
Efter detta gick Harris över till bordet mittemot den lägre bänkraden med datorer, knackade två gånger, hukade sig på knä och sa "tittut" innan han sköt Cassie Bernall i huvudet. Rekylen från vapnet träffade honom i ansiktet och hans näsa bröts. Vissa trodde först att Bernall var den person som fick frågan om hon trodde på Gud, men man kom efteråt fram till att konversationen ägde rum mellan Klebold och eleven Valeen Schnurr. Det bekräftades av tre elever som såg Bernall dö, inklusive personen under samma bord.
Harris vände sig sedan mot nästa bänk där eleven Bree Pasquale satt bredvid, snarare än under den. Hon hade inte lyckats gömma sig där eftersom det inte fanns tillräckligt med plats. Harris frågade henne upprepade gånger om hon ville dö varpå Pasquale svarade med att be för sitt liv. Vittnen rapporterade att Harris verkade vara aningen ur balans vid tillfället, möjligen från benbrottet i näsan, vilken blödde kraftigt. Under Harris samtal med Pasquale försökte Patrick Ireland hjälpa Makai Hall som hade ett sår i benet. När han gjorde detta syntes hans huvud över bordet, Klebold sköt då och Ireland träffades två gånger i huvudet och en gång i foten. Han slogs medvetslös men överlevde.
Klebold gick mot ett annat par bänkar där han upptäckte Isaiah Shoels, Matthew Kechter och Craig Scott, den avlidne Rachel Scotts bror, gömda under en bänk. Alla var populära idrottare i skolan. Han försökte dra ut den afroamerikanska eleven Shoels men lyckades inte. Klebold ropade då till Harris att "det ligger en nigger här" varpå Harris lämnade Bree Pasquale och gick till Klebold. Harris och Klebold retade Shoels för olika saker, flera gånger för bland annat hans hudfärg. Harris sköt sen Shoels i bröstet vilket dödade honom. Klebold böjde sig ner och sköt intill vilket träffade och dödade Matthew Kechter. Den oskadde Craig Scott spelade död under sina två vänners kroppar. Harris kastade en koldioxidbomb mot bordet där Hall, Steepleton och Ireland gömde sig. Bomben landade på Daniel Steepletons höft. Makai Hall kastade bomben söderut (iväg från gärningsmännen) innan den exploderade.
Harris gick mellan bokhyllorna till väst- och mittsektionen av bänkarna. Han hoppade då på en av bokhyllorna och sköt mot någonting i det området. Det är inte känt vad han sköt mot eftersom ingen såg honom då. Klebold gick igenom den första raden med bokhyllor, det inledande bänkområdet och den andra raden av bokhyllor i det östra området. Harris gick igenom mittsektion där han mötte Klebold. Klebold sköt sönder en utställningsmonter nära dörren innan han vände sig och avfyrade ett skott mot bordet närmast sig, vilket skadade Mark Kintgen. Han vände sig sedan mot bänken till vänster om honom och avfyrade ett skott som skadade Lisa Kreutz och Valeen Schnurr med samma kula. Han gick sedan mot bänken och sköt igen vilket dödade Lauren Townsend. En del av det inspelade larmsamtalet läcktes av en FBI-anställd till ett tyskt dokumentärteam, i ljudklippet hörs flera skott och flickornas skrik. 
Harris gick till en bänk där två tjejer gömde sig. Han böjde sig ner, tittade på dem och avfärdade dem som "patetiska". De båda gick sedan över till en ledig bänk och laddade om sina vapen. Schnurr, som hade blivit allvarligt skadad, sa högt "Gud hjälp mig". Klebold gick då tillbaka och frågade henne om hon trodde på Gud. Hon tvekade i sitt svar och svarade först nej men sedan ja för att försöka få till svaret "rätt". Han frågade henne varför och hon sa då att det var vad hennes familj trodde. Han retade henne verbalt innan han gick iväg. Det var denna incident som ledde till att vissa trodde att gärningsmännen skjutit Cassie Bernall efter att ha frågat henne om hon trodde på Gud.
Harris gick till en bänk och sköt två gånger under det, vilket skadade Nicole Nowlen och John Tomlin. När Tomlin försökte krypa ut kom Klebold runt hörnet och sparkade honom. Harris retade honom för hans försök att fly och Klebold sköt honom flera gånger vilket dödade honom. Harris gick över till den andra sidan av bordet där Lauren Townsend låg. Bakom det satt Kelly Fleming bredvid bordet. Harris sköt mot henne med sitt gevär, vilket träffade henne i ryggen och dödade henne direkt. Han fortsatte att skjuta mot bordet bakom henne där han träffade Townsend och Kreutz igen, och sårade Jenna Park. En obduktion senare visade att Townsend dödats av det första skottet.
11:37 gick gärningsmännen till mitten av rummet där de laddade om sina vapen. Harris såg en elev under en bänk i närheten och bad honom identifiera sig. Eleven var John Savage, en av Klebolds bekanta. Savage frågade Klebold vad de gjorde, varpå Klebold svarade "Oh, just killing people" (ungefärligt översatt "bara dödar folk"). Savage frågade om de skulle döda honom. Klebold tvekade men sa sedan åt honom att lämna biblioteket. Savage flydde direkt genom bibliotekets huvudingång.
När Savage hade flytt vände sig Harris och sköt med sitt gevär direkt norr om där de varit och träffade Daniel Mauser i ansiktet, vilket dödade honom. Båda gärningsmännen rörde sig söder och började skjuta under slumpvis utvalda bänkar, vilket allvarligt skadade Jennifer Doyle, Austin Eubanks och Corey DePooter. DePooter dog senare av sina skador. DePooter, det sista offret i massakern, fick senare beröm postumt för att ha hållit sina vänner lugna under massakern.
Efter detta hörde flera vittnen hur Harris och Klebold konverserade och inte längre fick en kick av att skjuta sina offer. Klebold blev citerad för att ha sagt "Maybe we should start knifing people, that might be more fun" (ungefärligt översatt "Vi kanske borde börja knivhugga folk, det är kanske roligare"). Gärningsmännen började gå mot utgången och Harris kastade en molotovcocktail mot den sydvästra delen av biblioteket, men den exploderade inte. De mötte varandra vid bänken där Evan Todd hade gömt sig. Där började gärningsmännen göra sig lustiga över Todd, som hade en vit keps på sig, men när gärningsmännen ville se hans ansikte så vred han kepsen så att de inte skulle se honom. Klebold bad Todd att ge honom en anledning till att han inte skulle mörda honom och Todd svarade då att han inte ville ha något trubbel. Klebold ropade att han inte vet vad riktigt trubbel innebär. Klebold fortsatte att reta honom. Klebold sa till Harris att han kunde döda honom om han ville, men Harris verkade ointresserad av detta. De gick slutligen iväg efter att Dylan i ett raseriutbrott slagit en stol mot en bänkyta. 
Eric Harris och Dylan Klebold lämnade biblioteket klockan 11.42.
Nästan direkt efter flydde 34 oskadade och 10 skadade elever ur biblioteket genom den norra dörren. Patrick Ireland som slagits medvetslös och Liza Kreutz som inte kunde röra sig stannade kvar. Patti Nielson gick in i det rum där Brian Anderson fanns och gömde sig där tillsammans med tre andra ur personalen. De låste in sig där och stannade kvar tills de blev befriade ungefär klockan 15.30.

### Gärningsmännens självmord
Efter att ha lämnat biblioteket gick de både in i ett labb där de kastade in en liten eldbomb i ett tomt förvaringsutrymme. När bomben exploderade gick båda ut och en lärare i ett närliggande rum släckte elden. De gick sedan igenom den södra korridoren. De stannade och sköt in i ett tomt klassrum (SCI-8) i slutet av korridoren. Ungefär kl. 11.44 gick de nerför en trappa till matsalen där de filmades av övervakningskameror. Inspelningarna visar hur Harris sätter sig på knä, tar stöd mot ett staket och skjuter mot propanbomben som dock inte exploderar. Han tar senare och dricker lite ur ett mjölkglas som lämnats kvar av flyende elever samtidigt som Klebold går fram mot propanbomben och undersöker den. Inspelningen visar sedan hur Klebold går tillbaka, tänder en molotovcocktail och kastar den mot propanbomben som delvis exploderar samtidigt som de båda lämnar matsalen 11.46. Ungefär 4 liter bränsle började brinna i samma område klockan 11:48 men den branden släcktes av sprinklers. De båda gick senare upp en våning. Där uppe i de norra och södra korridorerna började de gå runt till synes helt utan någon plan och sköt slumpmässigt omkring sig. De gick genom den södra korridoren, förbi sektionen för sociologi, och in i huvudkontoret innan de återvände till den norra korridoren. Ett flertal gånger tittade de in genom fönster och klassrumsdörrar och etablerade till och med ögonkontakt med elever men försökte aldrig ta sig in i rummen.
Vid 12:02 gick gärningsmännen tillbaka in i biblioteket, vilket inte längre innehöll några levande elever förutom medvetslösa Patrick Ireland och Lisa Kreutz. Väl där sköt de mot polisen genom de västra fönstren igen utan att lyckas. Sedan ungefär kl. 12:08 satte de sig nära borden där Matthew Kechter och Isaiah Shoels låg. Där begick de självmord genom att skjuta sig själva i huvudet. Före självmordet hade de tänt två molotovcocktailar på några bord i närheten som antändes och började brinna.
Patrick Ireland förlorade medvetandet ett flertal gånger men lyckades ta sig ut genom fönstret 14:38. Han föll ut från biblioteksfönstret och fångades upp av medlemmar från insatsstyrkan. Det hela filmades och bilderna spreds över världen. Liza Kreutz blev kvar skadad i biblioteket. I en intervju minns hon att hon hörde någonting som "du i biblioteket" ungefär samtidigt som Harris och Klebold förberedde sig för att begå självmord. Hon låg skadad i biblioteket ända tills polisen gick in klockan 15:22. Hon sa att hon höll koll på tiden genom att lyssna på klockslag och att hon hade försökt röra sig bort från platsen men att hon inte hade orkat. Hon blev räddad av polisen tillsammans med Patti Nielson, Brian Anderson och tre medlemmar av personalen.

### Attackens slut
Vid middagstid var insatsstyrkan stationerad utanför skolan och ambulanser börjar föra de skadade till lokala sjukhus. Samtidigt som anhöriga till elever och personal samlades vid närliggande Leawood Elementary School för att invänta mer information.
En begäran om mer ammunition till poliser ifall skottlossning utbröt kom klockan 12:20. Gärningsmännen hade dock slutat skjuta bara några minuter innan dess. Myndigheterna rapporterade klockan 13:00 att rörbomber hade exploderat och två insatsstyrkegrupper gick in klockan 13:09 och rörde sig från klassrum till klassrum där de hittade gömda elever och lärare. Alla elever, lärare och annan skolpersonal fördes iväg, förhördes och erbjöds medicinsk vård innan de bussas iväg för att möta sina anhöriga vid Leawood Elementary school. Polisen fann kropparna i biblioteket kl. 15:30.
Kl. 16:00 gjorde sheriffen ett uttalande där han sa att man uppskattade det hela till tjugofem döda elever och lärare. Det var tio fler än det egentliga dödade, men närmare hur många som hade blivit skadade. Han sa även att polisen undersökte Harris och Klebolds kroppar i biblioteket. Vid 16:30 förklarades skolan säker. 17:30 kallades dock ytterligare personal till skolan eftersom mer sprängämnen hade hittats på taket och parkeringen. Vid 18:15 fann polisen en bomb i Klebolds bil på parkeringen. Sheriffen beslutade sig då för att göra hela skolan till en brottsplats och tretton döda, inklusive gärningsmännen, fanns fortfarande i skolan då. Vid 22:45 detonerade bomben i bilen då en polis försökte att desarmera den men ingen blev skadad.
När det hela var slut hade tolv elever och en lärare blivit dödade och tjugofyra andra elever hade blivit skadade som en direkt konsekvens av massakern. Ytterligare tre hade blivit skadade när de försökte fly från skolan. Harris och Klebold begick självmord ungefär 45 minuter efter att massakern började.

## Efterdyningar
Den 21 april anlände bombgruppen till skolan. Vid 10:00 hade bombgruppen genomsökt skolan utan att hitta något och andra kunde gå in i skolan. Vid 14:30 sade en sheriff att utredningen hade påbörjats. Tretton kroppar var fortfarande i skolan när utredarna fotograferade insidan.
Klockan halv tre hölls en presskonferens av Jefferson Counties distriktsåklagare David Tomas och sheriff John Stone, som sa att de misstänkte att andra hade varit inblandade i massakern. Alla kroppar hade inte identifierats, men familjerna till de elever som man misstänkte var döda hade blivit meddelade. Sent på eftermiddagen och tidigt på kvällen flyttade man kropparna från skolan till rättsmedicinavdelningen, där de skulle bli identifierade och obducerade. Klockan 17:00 var namnen på många av de döda kända. Ett officiellt uttalande släpptes även. Där meddelades det att det var femton döda och tjugosju skadade efter massakern.
Den 30 april träffades högt uppsatta tjänstemän från Jefferson County och Jefferson County Sherrif's office för att bestämma om de skulle berätta att Michael Guerra, en polisman, hade begärt att få tillstånd till husrannsakan av Harris hus ett år före attacken, efter undersökningar han gjort av Harris hemsida och andra gärningar. De bestämde sig för att inte berätta detta för allmänheten på en presskonferens den 30 april och de berättade det inte senare heller. Någon gång under de två kommande åren efter det försvann Guerras originalhandlingar, och andra viktiga dokument försvann också. Detta beskrevs som problematiskt av en jury som hanterade ärendet efter att dokumentets existens offentliggjorts i april 2001.
Under månaderna efteråt diskuterades en händelse med Cassie Bernall extra mycket, då det påstods att hon skulle ha fått frågan "Tror du på Gud?" av en av gärningsmännen och när hon svarade ja blev hon mördad. En av de personerna som överlevde, Valeen Schnurr, påstod att denna konversation ägde rum med henne istället. Emily Wyant, det enda vittnet till mordet på Bernall, bekräftade även att ingen sådan konversation ägde rum med Bernall. Både Bernall och Rachel Scott, som sköts tidigare i massakern, ansågs av många som kristna martyrer. Den officiella utredningen klargjorde även att det var Valeen Schnurr som konversationen ägde rum med.
Trots detta ansåg vittnet Joshua Lapp att det var Cassie Bernall som fick frågan och svarade ja. Lapp har dock inte kunnat peka ut bordet som Bernall satt under och han var själv närmare Valeen Schnurr. Ett annat vittne, Craig Scott, vars syster Rachel Scott var den andra som blev utpekad som en martyr, hävdade att frågan ställdes till Cassie Bernall, men när han blev tillfrågad var han hörde att konversationen kom från, pekade han åt det håll där Valeen Schnurr var.
Dylan Klebolds mor Sue Klebold (född 1949) bröt 2017 tystnaden om sin sons delaktighet i massakern. Hon uppmärksammade bland annat att sex  medlemmar ur kommunens brandkår, vilka drabbats av posttraumatiskt stressyndrom, hade begått självmord sedan Columbinemassakern ägde rum.

## Sökandet efter motiv
Under efterspelet debatterades det mycket om vad motivet för mördarna var, och om något hade kunnat göras för att förhindra brottet.

### Mental hälsa
Under juli 1999 organiserade FBI en stor konferens om skolskjutningar, konferensen ägde rum i Leesburg, Virginia. De som deltog var psykologer, psykiatriker och representanter från alla skolor som nyligen haft skolskjutningar, med många från Columbine. Chefsåklagaren Janet Reno närvarade även. FBI släppte sedan en stor rapport om skolskjutare, även om den inte innehöll några djupa analyser på enskilda fall.
På dagen fem år efter massakern gick FBI:s ledande Columbineutredare och flera psykiatriker ut med sina slutsatser i en nyhetsartikel. De påstod att Harris var en psykopat och att Klebold var deprimerad. De ansåg att det var Harris som hade gjort planen och att han hade styrt det mesta. De misstänkte även att han hade storhetsvansinne och ville visa sin överlägsenhet över världen.

### Film och datorspel
Jerald Block, en amerikansk psykiatriker, har gått emot FBI om att det var psykopati och depression som låg bakom, han menar istället att det inte förklarar varför förövarna utförde ett sådant attentat. Istället menar han att Klebold och Harris dyrkade spelet Doom och att de ansåg sig vara i en bättre värld när de spelade spelet.
Både Harris och Klebold var stora fans till Doom. Harris skapade ofta banor till Doom som fick stor spridning och de kan fortfarande finnas på internet under namnen Harris levels. Rykten gick om att en av dessa banor var en exakt kopia av Columbine High School men det har inte kunnat bekräftas. Harris tillbringade även mycket tid med en mod kallad Tier, som han även hänvisade till som sitt livsverk. Modden uppladdades till Columbine High Schools datorer och AOL kort innan massakern men den verkar ha förlorats. En forskare hävdar att det nästan är säkert att Tiermodden innehöll en bana som var en kopia av Columbine High School.
När de hamnade i problem började de båda få sin datortillgång begränsad av sina föräldrar. Jerald Block menar att ilskan som utlöstes i datorspelen nu vändes mot den riktiga världen. Dessutom ökade deras fritid eftersom de inte tillbringade tiden vid datorn vilket gjorde att de tillbringade mer och mer tid på att skapa problem, vilket i sin tur genererade mer begränsningar. Slutligen, efter att ha blivit arresterade och förbjudna att använda sina datorer på en månad började de två ungdomarna att planera en attack på skolan. Lite utanför ämnet är att Block även hävdar att planen om att attackera skolan först dök upp i Klebolds dagbok, och att Klebold kan ha tänkt använda sig av en annan partner än Harris. Denna persons namn doldes av polisen i Klebolds dagbok.
Vissa bedömare menar att mördarna kan ha haft problem med enorma utbrott på grund av deras konstanta kontakt med våld genom datorspel, musik och filmer. Harris och Klebold tittade mycket på filmen Natural Born Killers och förkortningen NBK var deras kodnamn på massakern på skolan.

### Olika faktorer

#### Mobbning
Grupperingar i skolan var ett hett ämne efter massakern. Teorin var att Klebold och Harris var utfrysta av resten av sina klasskompisar vilket utlöste känslor av hjälplöshet, osäkerhet och depression. Detta har dock blivit ifrågasatt då både Harris och Klebold hade flera nära vänner och flera bekanta.
Tidigt påstods det att skolan och dess personal länge till viss del hade tillåtit mobbning på skolan, vilket hade skapat en negativ stämning vilket vissa påstod kunde ha utlöst förövarnas agerande. Klebold och Harris blev även retade för att det påstods att de var homosexuella.

#### Subkultur
Under veckorna efter skolskjutningen rapporterade media att de två gärningsmännen såg sig själva som en del av goth-subkulturen och subkulturen misstänkliggjordes i hög grad efter skjutningen. Harris och Klebold var även med i en informell klubb i skolan som kallades Trenchcoat Mafia. Sedan kom det fram att sådana påståenden var felaktiga.

#### Musik
Både Harris och Klebold ska ha varit fans av de tyska rockbanden Rammstein och KMFDM. Hans hemsida innehöll texter från båda artisterna, som KMFDMs "Son of a Gun", "Stray Bullet och "Waste".
Men majoriteten av skulden lades på Marilyn Manson, vilket framkommer i Michael Moores film Bowling for Columbine. Marilyn Manson sa i en intervju att bandet ställde in tre konserter för att minnas tragedin. När Manson fick frågan om vad han skulle säga till eleverna på Columbine svarade han: "I wouldn't say a single word to them. I would listen to what they have to say, and that's what no one did". Ungefärligt översatt: "Jag skulle inte säga någonting. Jag skulle lyssna på vad de hade att säga och det var det ingen gjorde". "

## Påverkan på skolor

### Secret Service rapport om skolskjutningar
En amerikansk studie genomförd av Secret Service visade att skolor fokuserar för mycket på fysisk säkerhet medan man egentligen borde koncentrera uppmärksamheten på hotfulla elever som nämner en eventuell attack. Nolltoleransregler och metalldetektorer "kommer sannolikt inte att hjälpa" enligt Secret Services forskare. Forskarna fokuserade på frågor såsom varför man satte sin tilltro till SWAT då de flesta attacker ändå var över innan polisen anlänt, profilerandet av studenter som visar varningssignaler, relegeringar av elever för mindre saker när det ofta är relegeringar som får eleven att återvända till skolan med ett vapen, att köpa mjukvara som inte är baserad på vetenskapliga studier kring skolskjutningar för att utvärdera hot trots att dessa mördare sällan utgör ett direkt hot och tilltron till metalldetektorer och poliser i skolan när gärningsmännen sällan försöker dölja sina vapen.

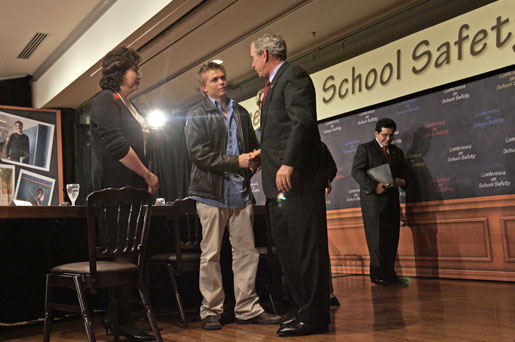
Dåvarande amerikanske presidenten George W Bush diskuterar säkerhet på skolor med förre Columbine High School-eleven Craig Scott.

Maj 2002 publicerade Secret Service som undersökt 37 amerikanska skolskjutningar. De fann följande:
- Incidenterna var sällan plötsliga eller impulsiva handlingar.
- Redan innan attackerna visste andra om förövarnas intentioner eller planer.
- De flesta förövare hotade inte sina offer innan attacken.
- Det finns ingen profil över eleverna som genomför en skolskjutning.
- Många av förövarna utförde någonting innan attacken som skickade ut varningssignaler.
- De flesta av förövarna hade svårt att hantera förluster eller misslyckanden. Många av dem hade även övervägt eller försökt begå självmord.
- Många av förövarna kände sig mobbade eller utfrysta av andra.
- Många av förövarna hade tillgång till och hade använt vapen innan attackerna.
- I många fall var andra elever inblandade i olika grad.
- Trots många försök med polis var de flesta skolskjutningar som blev stoppade av andra saker än polismyndigheter.[43]

### Säkerhet på skolor
Efter skolskjutningen genomförde flera skolor i USA stora kraftansträngningar för att stoppa vapen på skolor. Man genomsökte ryggsäckar, hade metalldetektorer och säkerhetsvakter; detta brukar kallas "the Columbine effects". Vissa skolor började numrera sina dörrar för att förbättra säkerheten. Flera skolor i landet införde även ett ID-system där de krävde att studenterna bar datorgenererade ID-brickor. Samtidigt förnyade polisen sin taktik och började träna för ytterligare Columbinesituationer efter att man fått kritik för ett långsamt ingripande av insatsstyrkan under massakern.

### Krafttag mot mobbning
Många skolor stiftade nya antimobbnings-policyn och införde nolltolerans mot vapen och hotfullt beteende. Trots det som inträffade vid Columbine så menar vissa sociologer att nolltoleransen i skolor i vissa fall har blivit överdriven.

## Långsiktiga förändringar

### Polisens taktik
Polisens taktik efter Columbinehändelsen förändrades drastiskt då man introducerade Immediate Action Rapid Deployment, ungefärligt översatt Direktinsats, som byggde på att man snabbt skulle gå in i en situation där förövaren är aktiv. Polisen följde protokollet vid Columbine då man satte upp avspärrningar, omringade byggnaden och försökte begränsa skadan. Det tillvägagångssättet har ersatts av en taktik som även räknar med att förövaren är ute efter att döda och inte efter att ta gisslan. Denna taktik bygger på att en grupp med fyra poliser tar sig in, optimalt i diamantformation, men enbart en polis räcker om det inte finns fler tillgängliga. Poliser ska i denna taktik snabbt röra sig mot ljudet från skottlossningen för att kunna neutralisera en eller flera gärningsmän så snabbt som möjligt. Deras mål är att stoppa förövaren så snabbt som möjligt och de ska även gå förbi skadade civila för att snabbare kunna förhindra förövaren från att skada eller döda fler människor. David Cullen, författaren till boken Columbine, sa att "Den nuvarande taktiken har visat sig framgångsrik vid åtskilliga skottlossningstillfällen under det senaste decenniet. Enbart vid Virginia Tech räddade den förmodligen dussintals liv".

### Begränsning av tillgången till vapen
Attacken resulterade i krav på hårdare vapenlagar. 2000 klubbades federala och delstatliga bestämmelser som krävde säkerhetslås på vapen och även stängde importen av hög-kapacitetsmagasin. Straffet för att sälja vapen till omyndiga personer ökade, det stormade även kring lagar som krävde en bakgrundskoll på vapenmässor. Det fanns en oro hos vapenlobbyn att det skulle kunna urholka det andra tillägget.

### Minnesmärke

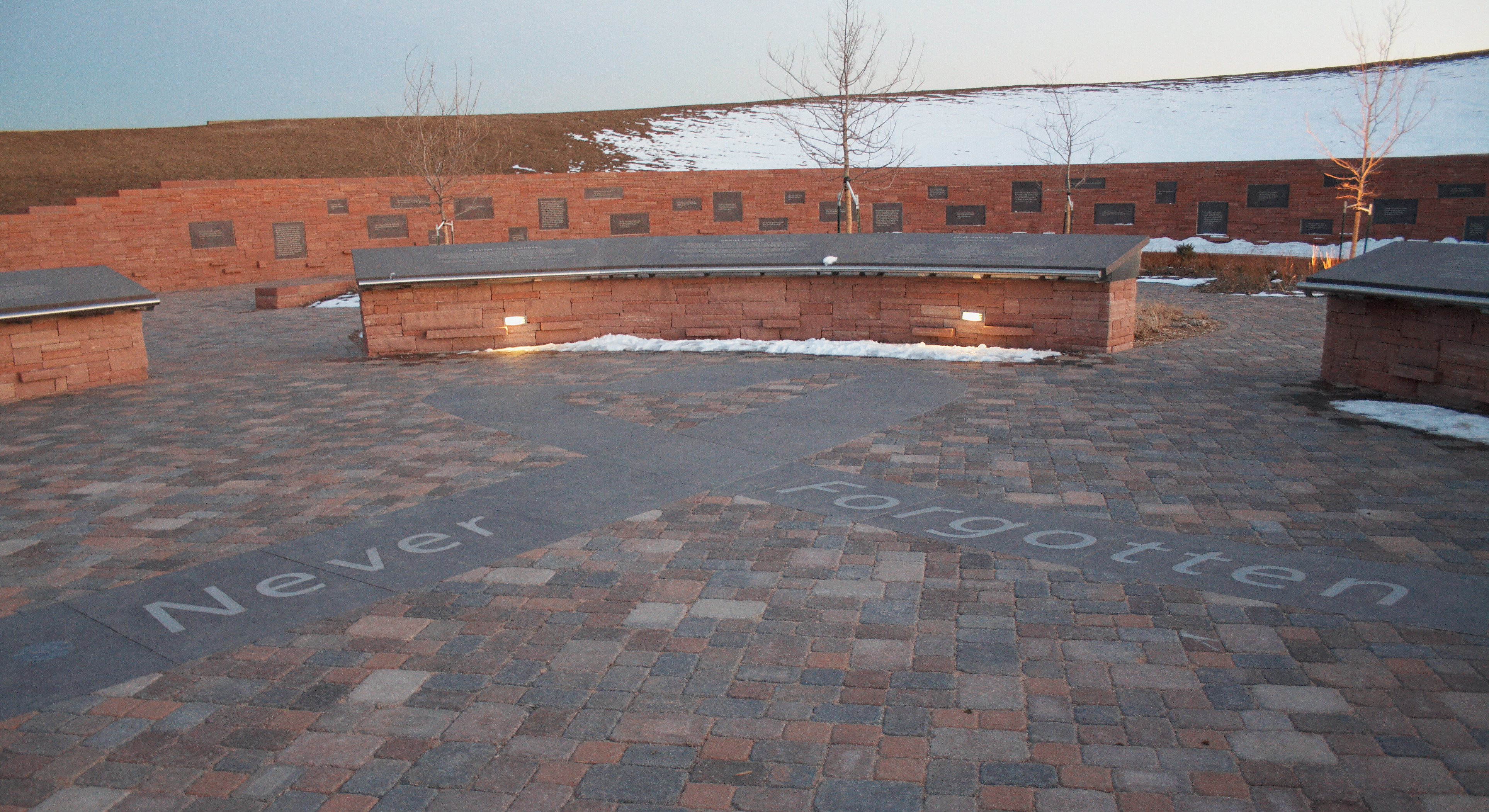
Ett av de flera monument som restes för att hedra dem som dog i massakern på Columbine High School den 20 april 1999.

År 2000 organiserade Melissa Helmbrecht en minnesdag i Denver med två studenter som överlevde, vilket kallades "Day of Hope." Ett monument var färdigt den 21 september 2007 för att minnas och hedra de som dog i Columbine. Minnesfonden drog in 1,5 miljoner dollar.

### Uttryck
Sedan attentatet har "Columbine" blivit ett uttryck för en skolskjutning. Charles Andrew Williams, gärningsmannen vid dådet på Santana High School, berättade för sina vänner att han skulle "pull a Columbine", ungefärligt översatt "göra en Columbine", dock tog ingen av dem honom seriöst.
Seung-Hui Cho, gärningsmannen vid dådet på Virginia Tech, nämnde "martyrer som Eric och Dylan" vilket antagligen är en hänvisning till dådet som ägde rum på Columbine High School och gärningsmännen Eric Harris och Dylan Klebold.

## Populärkultur
Columbinemassakern skapade en stor uppståndelse vilket märks då händelsen skildras i musik, TV-serier, filmer och litteratur.

### Musik
- Marilyn Mansons låt The Nobodies är inspirerad av Columbinemassakern.
- Medlemmar av bandet KMFDM, ett band som både Harris och Klebold lyssnade på, bildade gruppen MDFMK och skrev sången "Witch Hunt".
- Massakern inspirerade finska metalbandet Nightwish att skriva sången "The Kinslayer" till sitt album Wishmaster (1999).
- Hiphopartisten Eminem hänvisar till massakern i låtarna "I'm back" och "The Way I Am" på albumet The Marshall Mathers LP (2000).
- Det amerikanska metalbandet Flyleaf skrev låten "Cassie", vilken handlar om den förmodade konversationen mellan Cassie Bernall och en av gärningsmännen där hon fick frågan om hon trodde på Gud, men det visade sig senare att konversationen möjligtvis ägt rum med Valeen Schnurr.
- Hiphopartisten Ill Bill har spelat in en låt, "The Anomaly of a School Shooting", där han iklär sig rollen som Eric Harris och beskriver utförandet av massakern.
- Metalbandet Exodus skrev sången "Class Dismissed (A Hate Primer)", som också var inspirerad av massakern.

### TV
- Law & Order-avsnittet "School Daze" (2001) är baserat på Columbinemassakern.
- Massakern ägnas ett avsnitt av Zero Hour (2004).
- Columbinemassakern omnämns i säsong 2, avsnitt 20 av The Unit (2006).
- Ett avsnitt av National Geographics tv-serie The Final Report som visades den 3 april 2007 visar alla händelser före, under och efter attacken. Avsnittet redogör även om angriparnas liv före attacken.

### Filmer
- Elephant - En film som utspelar sig i ett drömliknande tillstånd följer många elever som inte vet om att de snart kommer att dö. Samtidigt förbereder två andra studenter sig inför skolskjutningen de ska utföra.
- Zero Day - En film filmad enbart med handhållna kameror eller övervakningskameror vilket visar perspektiv från de två gärningsmännen.
- Massakern avhandlas i Michael Moores dokumentärfilm Bowling for Columbine (2002) som handlade om tillgången till vapen i USA, vålds- och vapenkultur.
- The Life Before Her Eyes, en amerikansk film som handlar om en amerikansk kvinna (Uma Thurman) som fått sitt liv förstört efter traumat från en Columbineliknande skolskjutning när hon var yngre.
- Duck! The Carbine High Massacre från 1999 är löst baserad på massakern.

### Datorspel
- Ett rollspel för PC som heter Super Columbine Massacre RPG! släpptes den 20 april 2005, på den sjätte årsdagen av massakern. Spelet inleds morgonen den 20 april 1999 och låter spelaren uppleva massakern ur Eric Harris och Dylan Klebolds synvinkel.[58]